# Tage Kjær
Svend Tage Eskild Kjær (født 13. april 1901 i København, død 25. april 1976) var en dansk overkirurg, dr. med., far til hofjægermester Christian Kjær og til Bente Elisabeth Kjær, som var gift med Poul Bundgaard.

## Karriere
Han var søn af kommunelærer Carl Gustav Kjær og hustru f. Lorentzen, blev student fra Metropolitanskolen 1919 og tog medicinsk eksamen 1928. Kjær var ansat ved københavnske hospitaler 1928-34 og ved Statens Serum Institut 1931-33, var 2. reservekirurg ved Kommunehospitalets 1. afdeling 1934-37, blev dr. med. 1936 og var assistent ved lungekirurgi på afdelinger i London, Paris og Stockholm 1937-40. Han fik specialistanerkendelse i kirurgi 1937 og i lunge- og hjertekirurgi 1940 og var fra 1940 lungekirurg ved Øresundshospitalet og var lungekirurg og overlæge ved samme sygehus 1943-58. I 1951 blev Kjær udsendt med hospitalsskibet Jutlandia.
Har skrevet: Tubercelbaciluri og dens Betydning som diagnostisk Kriterium (disputats, 1936) samt forskellige bakteriologiske og lungekirurgiske arbejder. Udenlandsk orden: A.F.L.5.

## F.L. Smidth og rolle i asbestskandalen
Tage Kjær blev gift 18. maj 1926 med Karen Elisabeth Larsen (27. marts 1904 på Frederiksberg – 28. maj 1983), datter af civilingeniør, dr. techn. og direktør for A/S F.L. Smidth & Co. Poul Larsen og hustru Emilie f. Lotz. Dermed blev Kjær indgiftet i F.L. Smidth-dynastiet, og fra 1935 til 1974 sad han i bestyrelsen for F.L. Smidth & Co. Han blev skilt fra Karen Kjær 1953, men havde altså fortsat indflydelse på cementkoncernen.
I marts 2012 kom det frem, at Tage Kjær formentlig var involveret i et coverup bestilt af F.L. Smidth. Det fremgår af professor i virksomhedshistorie på Copenhagen Business School Kurt Jacobsens bog Asbest – Magisk mineral og dræberstøv. Tage Kjær fik i marts 1954 tilsendt en pakke med røntgenbilleder. Pakken kom fra Amiandos-minen på Cypern, hvor F.L. Smidth udvandt asbest fra 1936 til 1986, og billederne viste angiveligt 50 lokale arbejderes lunger. Kjær og evt. andre specialister skulle vurdere, om arbejderne i minen havde taget skade af arbejdet med asbest.
Tage Kjær formidlede røntgenbillederne videre til en af sine bekendte, Jørgen Frost, der var læge på Rigshospitalets Arbejdsmedicinske Klinik og samtidig arbejdslæge i Arbejdstilsynet. Over for myndighederne på Cypern havde ledelsen af minen forklaret, at de 50 arbejdere havde været ansat i minen i mellem 15 og 42 år. Men om Tage Kjær fik samme besked og gav den videre til Jørgen Frost, er uvist, eftersom flere dokumenter i sagen er forsvundet. Det vides dog, at Jørgen Frost viste billederne til ledende overlæge på Rigshospitalets røntgenafdeling, professor Poul Flemming Møller og til endnu en overlæge, senere professor, på samme afdeling ved navn Gregers Thomsen. Det fremgår af et brev fra Jørgen Frost til Tage Kjær, som Kurt Jacobsen har fundet i engelsk oversættelse i det cypriotiske minedepartement. De tre danske specialister konkluderede enstemmigt, at røntgenbillederne "ikke viste sikre forandringer og ingen åbenlyse tilfælde af pneumoconiose (støv-indåndingssygdom, red.)". De fandt ikke engang forekomst af asbestose, som er den hyppigst forekommende lidelse. 
Dagbladet Information har forelagt sagen for forskningsansvarlig overlæge i arbejdsmedicin på Aalborg Universitet, Øyvind Omland, som udtaler: "At der ikke var forandringer i lungerne, som kunne tolkes som følger af asbestudsættelse blandt nogen af arbejderne, der har arbejdet i minen så længe, er ikke sandsynligt." Han henviser til undersøgelser af arbejdere i tilsvarende miner: "Typisk har man fundet, at der var forandringer i mellem en tredjedel og halvdelen af tilfældene." Omland betoner desuden, at røntgenmetoderne i 1950'erne tillod en opløsning, der var høj nok til, at asbestfremkaldte lungeforandringer tydeligt skulle kunne ses på billederne. Jørgen Frost havde som arbejdslæge stor erfaring med asbestfremkaldte sygdomme og er formentlig blevet ført bag lyset af Tage Kjær. Kurt Jacobsen konkluderer: "At billederne stammede fra en anden gruppe personer, synes der da heller ikke at være tvivl om." Ledelsen af minen på Cypern anvendte Kjærs "dokumentation" til at afvise, at der forekom arbejdsrelaterede luftvejssygdomme.
Tage Kjær boede på Øster Nørskov på Venø og havde sommerhus i Munkerup ved Dronningmølle tegnet af Palle Suenson.